# Croton tranomarensis
Espèce
Croton tranomarensis est une espèce de plantes à fleurs du genre Croton et de la famille des Euphorbiaceae, présente au sud-ouest et au centre-sud de Madagascar.
Il a pour synonymes :
- Croton tranomarensis var. isomonii, Leandri, 1939
- Croton tranomarensis var. minor, Leandri, 1939